# БДСМ в США
БДСМ (англ. BDSM) — психосексуальная субкультура, основанная на консенсуальном обмене властью между партнёрами, включающая в себя три основные практики (но не ограничивающаяся ими):
1. Бондаж — Дисциплина: различные виды физических и дисциплинарных ограничений;
2. Доминация — Сабмиссивность: соответственно получение и проявление власти и её передача и подчинение;
3. Садизм — Мазохизм: соответственно причинение физической боли или психологических неудобств и их получение.

Поклонники этой и других альтернативных сексуальных субкультур в США часто называют себя кинкстерами (англ. kinkster), а сами практики — кинком (англ. kink).
В Соединённых Штатах Америки субкультура БДСМ начала складываться в начале XX столетия, и в какой-то степени вошла в культурный мейнстрим в середине 1980-х годов.

## История
Начало институализированной БДСМ-субкультуры в Соединённых Штатах Америки относят к началу XX столетия, причём вначале доминирующими темами были гетеросексуальные бондаж и дисциплина. К 1930-м годам сложилось первое устойчивое общество поклонников БДСМ, группировавшееся вокруг нью-йоркского бизнесмена Чарльза Гуетте (англ. Charles Guyette), производившего и торговавшего бондажными принадлежностями.
В 1946 году начал выпускаться первый американский чисто БДСМ- и фетиш-ориентированный журнал Bizarre. Его основателем был Джон Кауттс, известный под прозвищем Джон Вилли (англ. John Coutts, John Willie). Следующей видной фигурой в БДСМ-издательском деле стал Ирвин Кло (англ. Irving Klaw), который быстро затмил Кауттса и открыл первую звезду кинк-эротики, прорвавшуюся также и в эротический мейнстрим — Бетти Пейдж. Вокруг Кло сформировался своеобразный клуб кинкстеров, переросший в социальную сеть, которую исследователь истории БДСМ Бенвеню считает прямым предком современного организованного гетеросексуального БДСМ-сообщества.
Эти издания были ориентированы на гетеросексуальную мужскую аудиторию, моделями для связывания выступали практически исключительно женщины, хотя уже самые первые колонки писем читателей в Bizarre вскрыли популярность женского доминирования. Изощрённые формы ограничений, включавшие в себя обувь на сверхвысоком каблуке и разнообразные тугие корсеты (отличавшиеся от стандартных, распространённых в то время, и тугие настолько, что фетишизм тут перекликался с садомазохизмом), сформировали до сих пор живой и считающийся классическим стиль БДСМ, тесно переплетающийся с фетишизмом. 
Следующим оформившимся движением оказалась «кожаная» субкультура геев (англ. gay "leather" subculture), начавшая складываться в конце 1940-х годов вокруг гейских мотоциклетных клубов. Именно в рамках этой субкультуры возникли первые публичные клубы БДСМ, среди которых был известный в Сан-Франциско Tool Box (1962—1971), а также клубы, которые начиная с 1966 года придали улице Фолсом-стрит её славу главного центра американской «кожаной» субкультуры. 
Наибольшую известность и влияние приобрёл клуб «Old Guard», философия которого подразумевала очень серьёзное отношение к БДСМ, как вспоминает один из его членов Том Магистер (англ. Thom Magister) «то, что сейчас садомазохисты называют игрой, мы называли работой» (англ. "what S/M men now call play we called work"). Эта философия также подразумевала строго фиксированные роли верхних и нижних, а использование кожаной атрибутики окончательно сформировало классический облик американского БДСМ.